# Plymouth (Verenigd Koninkrijk)
Plymouth [ˈplɪməθ] (Nederlands, verouderd: Pleimuiden; tot de 16e eeuw, Sutton) is een unitary authority met de officiële titel van city, en het is een district in de Engelse regio South West England en telt 263.100 inwoners (midden 2018). De oppervlakte bedraagt 80 km².
Plymouth is een stad van het Britse graafschap Devon. Het is een belangrijke havenstad en een toeristische trekpleister. Ook is er een relatief grote universiteit.

## Geschiedenis
In de Plymouth Sound ligt Drake's Island, waarvandaan Francis Drake in 1577 vertrok voor zijn reis rond de wereld.
Plymouth heeft een van de grootste natuurlijke havens van de wereld, de Plymouth Sound. Vanuit deze haven vertrok op 16 september 1620 de Mayflower met aan boord onder anderen 40 dissenters. Deze om hun geloof vervolgde sektarische protestanten stichtten na aankomst in Amerika de Plymouth Colony.
Station Plymouth is het station in deze plaats en werd in 1877 geopend.
Zowel in de Tweede Wereldoorlog als nu is er een belangrijke marinebasis gevestigd, al zijn zowel basis als stadscentrum vernietigd door de Duitse Luftwaffe in 1941.
Op 12 augustus 2021 vielen er in het stadsdeel Keyham meerdere doden bij een schietpartij, die wereldnieuws werd.

## Sport
Plymouth is het startpunt van de rally Plymouth-Banjul (voorheen Plymouth-Dakar). Dit is een lowbudgetversie van de rally Parijs-Dakar. De auto's van de deelnemers mogen niet meer hebben gekost dan 100 Britse pond. Het meest gebruikte type auto is de Lada.
Plymouth Argyle FC is de betaaldvoetbalclub van de stad en speelt haar wedstrijden in het Home Park.
Plymouth was één keer etappeplaats in de wielerkoers Ronde van Frankrijk. In 1974 won de Nederlander Henk Poppe er de etappe.

## Geboren in Plymouth
- John Hawkins (1532–1595), scheepsbouwer, marinecommandant, admiraal, koopman, navigator en slavenhandelaar
- Samuel Prout (1783–1852), aquarellist
- Edmund Lockyer (1784–1860), militair en ontdekkingsreiziger in Australië
- William Snow Harris (1791–1867), arts en elektrotechnicus
- William Elford Leach (1791-1836), arts, zoöloog en bioloog
- Clarence Edmund Fry (1840-1897), fotograaf
- Hermann Löhr (1871-1943), componist, pianist en altviolist
- Desmond MacCarthy (1877–1952), literair criticus
- May Sutton (1886–1975), Amerikaans tennisspeelster
- Frederick Johnnie Walker (1896–1944), marineofficier bij de Royal Navy
- Stanley Bate (1911–1959), componist en pianist
- Michael Foot (1913–2010), politicus van de Labour Party
- Ron Goodwin (1925–2003), filmcomponist en dirigent
- Donald Moffat (1930-2018), acteur
- Angela Mortimer (1932), tennisspeelster
- Robin Milner (1934–2010), informaticus
- Bob Downes (1937), multi-instrumentalist
- Keith Rowe (1940), experimentele vrije improvisatiegitarist
- Trevor Francis (1954-2023), voetballer en voetbalcoach
- Judi Trott (1962), actrice
- Laith Nakli (1969), acteur
- Jamie Lawson (1975), singer-songwriter
- Emma Pierson (1981), actrice
- Zahra Ahmadi (1982), actrice
- Jemma Simpson (1984), atlete
- Jonathan Tiernan-Locke (1984), wielrenner
- Rosie Huntington-Whiteley (1987), model en actrice
- Joe Mason (1991), voetballer
- Sean Morrison (1991), voetballer
- Thomas Daley (1994), schoonspringer

## Galerij

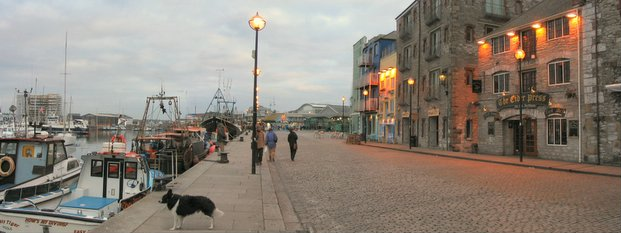
The Barbican
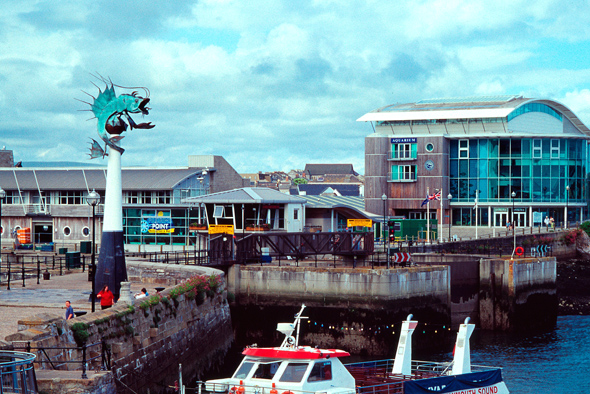
Haven van Plymouth

## Trivia
- Op 1 september 2009 vertrok de Clipper Stad Amsterdam vanuit Plymouth voor een acht maanden durende reis in het kielzog van Darwin in opdracht van de VPRO.

Bath and North East Somerset* · Bedfordshire · Berkshire · Blackburn & Darwen* · Blackpool* · Bournemouth* · Brighton & Hove* · Bristol* · Buckinghamshire · Cambridgeshire · Cheshire · Cornwall · Cumbria · Darlington* · Derby* · Derbyshire · Devon · Dorset · Durham · East Riding of Yorkshire* · East Sussex · Essex · Gloucestershire · Greater London · Greater Manchester · Halton* · Hampshire · Hartlepool* · Herefordshire* · Hertfordshire · Hull* · Isle of Wight* · Kent · Lancashire · Leicester* · Leicestershire · Lincolnshire · Luton* · Medway* · Merseyside · Middlesbrough* · Milton Keynes* · Norfolk · Northamptonshire · Northumberland · North East Lincolnshire* · North Lincolnshire * · North Somerset* · North Yorkshire · Nottingham* · Nottinghamshire · Oxfordshire · Peterborough* · Plymouth* · Poole* · Portsmouth* · Redcar & Cleveland* · Rutland* · Shropshire · Somerset · Southend-on-Sea* · Southampton* · South Gloucestershire* · South Yorkshire · Staffordshire · Stockton-on-Tees* · Stoke-on-Trent* · Suffolk · Surrey · Swindon* · Telford & Wrekin* · Thurrock* · Torbay* · Tyne & Wear · Warrington* · Warwickshire · West Midlands · West Sussex · West Yorkshire · Wiltshire · Worcestershire · York* 
Overig: Ceremoniële graafschappen · Traditionele graafschappen